# Contea di Mohave
La contea di Mohave, in inglese Mohave County, è una contea dello Stato dell'Arizona, negli Stati Uniti. La popolazione al censimento del 2010 era di 200 186 abitanti. Il capoluogo di contea è Kingman.

## Geografia fisica
Lo United States Census Bureau certifica che l'estensione della contea è di 34886 km², di cui 34477 km² composti da terra e i rimanenti 409 km² composti di acqua.
Il territorio è diviso dal Grand Canyon: a nord si trova la porzione più piccola che forma la parte occidentale dell'Arizona Strip e a sud c'è la parte più ampia della contea, dove si trova il capoluogo, Kingman, e il deserto del Mojave.
All'interno della contea si trova il Parco nazionale del Grand Canyon, la Lake Mead National Recreation Area, la foresta nazionale del Kaibab, il Pipe Spring National Monument e il monumento nazionale Grand Canyon–Parashant. La contea ospita inoltre le riserve Kaibab, Fort Mojave e Hualapai.

### Contee confinanti
- Contea di Washington (Utah) - nord
- Contea di Kane (Utah) - nord-est
- Contea di Coconino - est
- Contea di Yavapai - est
- Contea di La Paz - sud
- Contea di San Bernardino (California) - sud-ovest
- Contea di Clark (Nevada) - ovest
- Contea di Lincoln (Nevada) - nord-ovest

### Principali strade ed autostrade
- Interstate 40
- U.S. Route 93
- Arizona State Route 62
- Arizona State Route 66
- Arizona State Route 68
- Arizona State Route 95

## Storia
La contea è una delle quattro contee originarie dell'Arizona. La contea venne costituita l'8 novembre 1864. Deve il suo nome ai nativi Mohave.

## Comuni

### Cities
- Bullhead City
- Kingman
- Lake Havasu City

### Town
- Colorado City

### Census designated places
- Antares
- Arizona Village
- Beaver Dam
- Cane Beds
- Centennial Park
- Chloride
- Clacks Canyon
- Crozier
- Crystal Beach
- Desert Hills
- Dolan Springs
- Fort Mohave
- Golden Shores
- Golden Valley
- Grand Canyon West
- Hackberry
- Kaibab
- Katherine
- Lazy Y U
- Littlefield
- McConnico
- Meadview
- Mesquite Creek
- Moccasin
- Mohave Valley
- Mojave Ranch Estates
- New Kingman-Butler
- Oatman
- Peach Springs
- Pine Lake
- Pinion Pines
- Scenic
- So-Hi
- Topock
- Truxton
- Valentine
- Valle Vista
- Walnut Creek
- White Hills
- Wikieup
- Willow Valley
- Yucca